# Bắn cung tại Đại hội Thể thao châu Á 1962
Bắn cung là cuộc thi dưới dạng biểu diễn tại Đại hội Thể thao châu Á 1962 ở Sân vận động bóng đá Persija, Jakarta, Indonesia từ 28 tháng 8 đến 1 tháng 9 năm 1962.

## Giành được huy chương
| Event        | Vàng                                                               | Bạc                                                    | Đồng                                                      |
| ------------ | ------------------------------------------------------------------ | ------------------------------------------------------ | --------------------------------------------------------- |
| Đơn nam      | Bản mẫu:Lá cờIOC2medalist                                          | Bản mẫu:Lá cờIOC2medalist                              | Bản mẫu:Lá cờIOC2medalist                                 |
| Nam đồng đội | Bản mẫu:Lá cờIOC2team Minoru Sueda Hiroyuki Yamamoto Keiji Kishino | Bản mẫu:Lá cờIOC2team A. Bachrumsjah Harsono H. Hadian | Bản mẫu:Lá cờIOC2team Jose Tabora Regino Masias R. Nuguid |
| Đơn nữ       | Bản mẫu:Lá cờIOC2medalist                                          | Bản mẫu:Lá cờIOC2medalist                              | Bản mẫu:Lá cờIOC2medalist                                 |

## Bảng huy chương
| 1         | Bản mẫu:Lá cờIOC2team | 2 | 1 | 1 | 4 |
| 2         | Bản mẫu:Lá cờIOC2team | 1 | 2 | 1 | 4 |
| 3         | Bản mẫu:Lá cờIOC2team | 0 | 0 | 1 | 1 |
| Tổng cộng | Tổng cộng             | 3 | 3 | 3 | 9 |

## Quốc gia tham gia
Tổng cộng có 21 vận động viên từ 3 quốc gia hoàn tất trong nội dung bắn cung tại Đại hội Thể thao châu Á 1962:
| - Bản mẫu:Lá cờIOC2 - Bản mẫu:Lá cờIOC2 | - Bản mẫu:Lá cờIOC2 |